# Pseudotalopia
Pseudotalopia is een geslacht van weekdieren uit de klasse van de Gastropoda (slakken).

## Soorten
- Pseudotalopia fernandrikae Vilvens, 2005
- Pseudotalopia sakuraii Habe, 1961
- Pseudotalopia taiwanensis (Chen, 2006)